# شهرستان ولچا
شهرستان ولوچا (به لاتین: Vâlcea County) یک județ در رومانی است که در رومانی واقع شده‌است.

## خصوصیات
شهرستان ولوچا ۴۱۳٬۲۴۷ نفر جمعیت دارد.